# فراشة السهول الزرقاء الملكية
فراشة السهول الزرقاء الملكية هي فراشة من الفصيلة النحاسية، وهي متوطنة في قارة آسيا.